# 西田稔
西田 稔（にしだ みのる、1941年 - ）は、日本の男性アニメーション美術監督。

## 概要
1964年に虫プロダクション入社する。『W3』『リボンの騎士』『アンデルセン物語』などの美術を担当した後、フリーとなる。その後数々の作品で美術監督を担当、クエンティン・タランティーノ監督の作品『キル・ビル』のアニメーション美術監督も務めた（アニメーション制作はProduction I.Gが担当）。近年は2006年3月4日に公開した映画『ドラえもん のび太の恐竜2006』の美術監督として参加、これまでにないリアルな描写でドラえもんの世界を表現した。

## 参加作品

### 美術監督作品
- 1967年 『リボンの騎士』
- 1974年 『小さなバイキングビッケ』
- 1978年 『ホビットの冒険』
- 1997年 『エルマーのぼうけん』
- 2001年 『アリーテ姫』
- 2002年 『ウミガメと少年』
- 2003年 『凧になったお母さん』
- 2003年 『Kill Bill: Vol.1』 （アニメーションパート美術監督）
- 2004年 『Kill Bill: Vol.2』 （アニメーションパート美術監督）
- 2004年 『火の鳥』
- 2004年 『小さい潜水艦に恋をしたでかすぎるクジラの話』
- 2006年 『聖剣伝説DS CHILDREN of MANA』 （アニメーションパート美術監督）
- 2006年 『映画ドラえもん のび太の恐竜2006』
- 2006年 『焼跡の、お菓子の木』
- 2006年 『白い恋人』
- 2008年 『映画ドラえもん のび太と緑の巨人伝』（クレジットは「美術」表記。河合伸治と共同）
- 2008年 『アリソンとリリア』[1]
- 2008年 『キクちゃんとオオカミ』
- 2008年 『Genius Party Beyond』 （『MOONDRIVE』美術監督）
- 2009年 『ジャングル大帝 -勇気が未来をかえる-』
- 2012年 『新・光神話 パルテナの鏡』 （ニンテンドー3DSでの配信アニメの美術監督）
- 2013年 『ガロン』
- 2017年 『ゴーちゃん。〜モコとちんじゅうの森の仲間たち〜』
- 2017年 『笑ゥせぇるすまんNEW』
- 2018年 『ゴーちゃん。〜モコと氷の上の約束〜』

### 背景・美術参加作品
- 1965年 『W3』
- 1969年 『千夜一夜物語』
- 1971年 『南へ行ったミースケ』 （美術設定）
- 1971年 『アンデルセン物語』
- 1975年 『まんが日本昔ばなし』
- 1978年 『町一番のけちんぼう』 （美術設定）
- 1984年 『のどか森の動物大作戦』 （美術設定）
- 1984年 『超時空要塞マクロス 愛・おぼえていますか』 （イメージボード）
- 1986年 『オズの魔法使い』 （美術設定）
- 1995年 『MEMORIES』 （『大砲の街』背景）
- 2003年 『テイルズ オブ シンフォニア』 （アニメーションパート背景）
- 2007年 『もっけ』 （美術デザイン）
- 2012年 『坂道のアポロン』 （OP美術）
- 2014年 『戦国無双』　（「戦国無双ハイスクール」美術デザイン）
- 2015年 『ヤング ブラック・ジャック』（美術デザイン）
- 2016年『アイドルメモリーズ』（美術設定、岩城万里子と共同）
- 2020年『えんとつ町のプペル』（美術ボード）
- 2022年 『魔法使い黎明期』（美術設定）